# Kornel Paygert
Kornel Paygert (ur. 13 kwietnia 1868, zm. 24 marca 1936 we Lwowie) – ekonomista, bankowiec, poseł na Sejm Krajowy Galicji. 
Ukończył studia  na uniwersytecie w Monachium (ekonomia na wydziale filozoficznym) z tytułem doktora ekonomii. 
Ziemianin, właściciel dziedzicznego majątku Sidorów (przedwojenne woj. tarnopolskie). Członek i działacz Galicyjskiego Towarzystwa Gospodarskiego, członek jego Komitetu (18 czerwca 1903 - 24 czerwca 1910). Bankowiec - Dyrektor Banku Hipotecznego kolejno w Tarnopolu, Stanisławowie i Krakowie,  
Poseł do Sejmu Galicyjskiego VIII i IX kadencji w latach 1901- 1913,  
Ekonomista, profesor prawa na uniwersytecie w Sofii i na Uniwersytecie Jana Kazimierza we Lwowie. Autor "Podstaw do określenia żądań Galicyi: na polu polityki handlowej", Kraków (1903), "Nasz ustrój agralny i jego niedomagania" Kraków 1919. 
Zmarł we Lwowie, pochowany w grobowcu rodzinnym w Sidorowie.

## Rodzina
Najmłodszy syn Adama i Heleny z Rozwadowskich. Chrześniak Kornela Ujejskiego. Ożenił się w 1891 r. z Emilią Bochdanówną z Zadwórza, z którą miał troje dzieci: Józef Kalasanty (1892-1962), Amelia (Łaczyńska) ur. 1893, Maria (Bobrzyńska) ur.1895. 